# 스티브 포셋

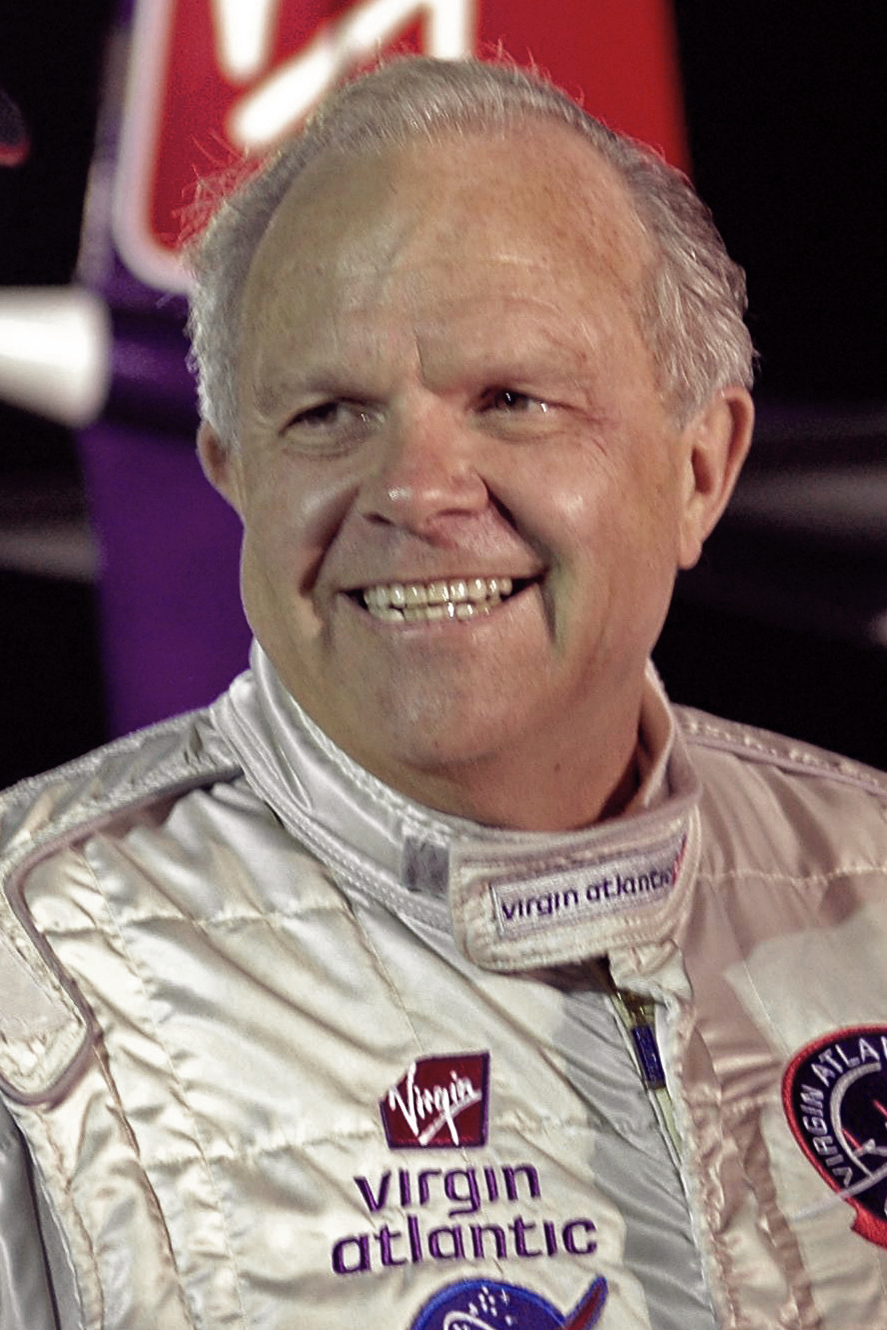
스티브 포셋.

스티브 포셋(영어: James Stephen "Steve" Fossett, 1944년 4월 22일 ~ 2007년 9월 3일)은 미국의 사업가이자 억만 장자이며, 신기록을 세운 조종사, 선원이자 모험가이다. 그는 세계 최초로 13일 8시간 33분 만에 열기구를 타고 3만 3,195km를 비행하여 열기구 단독 세계일주를 성공한 사람이다.
2007년 9월 3일 네바다주와 캘리포니아주 사이에 있는 그레이트베이슨 사막에서 경비행기를 타고 이동하던 도중 실종되었으며, 광범외한 수색 시도에도 포셋을 발견하지 못해 2008년 2월 실종선고 되었다. 이후 2008년 한 등산객이 캘리포니아주의 시에라네바다산맥에서 포셋의 신분증을 발견했으며, 그 뒤 비행기의 잔해와 포셋의 유해 일부가 발견되었다.